# Kuková
Kuková est un village de Slovaquie situé dans la région de Prešov.

## Histoire
Première mention écrite du village en 1342.

## Démographie

### Évolution de la population
| Année:               | 1994. | 2004.   | 2014.   | 2024.   |
| -------------------- | ----- | ------- | ------- | ------- |
| Nombre de personnes: | 691   | 710     | 723     | 737     |
| Différence:          |       | +2,74 % | +1,83 % | +1,93 % |

| Année:               | 2023. | 2024.   |
| -------------------- | ----- | ------- |
| Nombre de personnes: | 739   | 737     |
| Différence:          |       | -0,27 % |